# Ernesto II Leopoldo de Hesse-Rotenburg
Ernesto II Leopoldo de Hesse-Rotenburg (en alemán, Ernst II. Leopold von Hessen-Rotenburg; 25 de junio de 1684 - 29 de noviembre de 1749) fue un landgrave de Hessen-Rheinfels-Rotenburg entre 1725 y 1749.

## Vida
Nacido en Langenschwalbach, era un hijo del landgrave Guillermo I de Hesse-Rotenburg y Mariana de Löwenstein-Wertheim (1652-1688).
Murió en Rotenburg en 1749.

### Matrimonio e hijos
Se casó con su prima hermana Leonor de Löwenstein-Wertheim (1686-1753), en Fráncfort, el 9 de noviembre de 1704. Tuvieron diez hijos:
- José, príncipe heredero de Hesse-Rotenburg (1705-1744), se casó con Cristina de Salm, tuvieron descendencia.
- Polixena Cristina de Hesse-Rotenburg, reina de Cerdeña, (1706-1735) se casó con Carlos Manuel III de Cerdeña, tuvieron descendencia.
- Guillermina Magdalena Leopoldina de Hesse-Rotenburg (1707-1708) murió en la infancia.
- Guillermo de Hesse-Rotenburg (1708) murió en la infancia.
- Sofía de Hesse-Rotenburg (1709-1711) murió en la infancia.
- Francisco Alejandro de Hesse-Rotenburg (1710-1739) murió soltero.
- Leonor de Hesse-Rotenburg (1712-1759) se casó con Juan Cristián del Palatinado-Sulzbach, sin descendencia.
- Carolina de Hesse-Rotenburg (1714-1741) se casó con Luis Enrique de Borbón, tuvieron descendencia.
- Constantino de Hesse-Rotenburg (1716-1778), su sucesor.
- Cristina Enriqueta de Hesse-Rothenburg (1717-1778) se casó con Luis Víctor de Saboya-Carignano y tuvieron descendencia.

A través de su hija mayor, sus actuales descendientes incluyen al pretendiente al ducado de Parma; el pretendiente al trono de las Dos Sicilias y el actual gran duque de Luxemburgo. Su hija menor es también antepasada de los anteriores.